# Nicolás Bruzzone
Nicolás Bruzzone é uma comuna da província de Córdoba, na Argentina.